# Martín Sessé y Lacasta
Martín Sessé y Lacasta (* 11. Dezember 1751 in Baraguás, Spanien; † 4. Oktober 1808 in Madrid, Spanien) war ein spanischer Botaniker, der als erster die Flora Mexikos grundlegend erforschte. Sein botanisches Autorenkürzel ist „Sessé“.

## Leben
Martín Sessé studierte Medizin an der Universität Saragossa; als er 1775 keine Lehrposition dort erhielt, ging er als praktischer Arzt nach Madrid, wo er erste Kontakte zu den Verantwortlichen des Botanischen Gartens knüpfte.
1779 arbeitete er im Militärlazarett bei der Belagerung von Gibraltar (1779–1783). 1780 wechselte er nach Amerika und arbeitete zunächst als Militärarzt für die Garnison von Kuba. Später ging er nach Mexiko und ließ sich in Mexiko-Stadt nieder.
Da Sessé sich weiterhin mit Botanik befasste und in Korrespondenz mit den führenden Botanikern Spaniens blieb, ernannte ihn Vizekönig Matías de Gálvez y Gallardo 1785 zum Beauftragten für einen neu einzurichtenden Botanischen Garten in Mexiko-Stadt. Er gab seinen medizinischen Posten aus und widmete sich ganz der Botanik. So erbat er aus Spanien Samen und Zöglinge und erfragte nach den besten Maßnahmen gegen Krankheiten. Ab 1787 unterstützte ihn Vicente Cervantes in seiner Arbeit.
Auf sein Drängen und dank Unterstützung des Vizekönigs und durch den spanischen Professor Casimiro Gómez Ortega ordnete König Karl III. schließlich eine Expedition durch Neuspanien an, die zum Ziel hatte, die Flora Mexikos zu erkunden und zu kategorisieren. Sessé wurde mit der Organisation und Leitung der Expedition beauftragt.
Die Vorbereitungen der Expedition begannen 1788, neben Sessé zählten José Longinos Martínez (1756–1802) und José Mariano Mociño (1757–1820) und José Maldonado zu den Wissenschaftlern, die Neuspaniens Pflanzenwelt erforschen sollten. Nach langen und umfassenden Vorbereitungen starteten die ersten Exkursionen 1791, anfangs im Kernbereich des Vizekönigreichs. Später folgten bis 1802 weitere getrennte Fahrten: Longinos reiste nach Kalifornien, die Küste von Guatemala und Yucatán; er starb 1803 in Campeche. Mociño fuhr die Pazifikküste nach Norden bis Oregon und Alaska. Sessé selbst nahm sich Kuba, die Insel Hispaniola und Puerto Rico vor.
1803 kehrte Sessé nach Spanien zurück; im Gepäck hatte er etwa dreißig Kisten mit Material aus seinen Reisen, darin befanden sich 1.500 Pflanzen, von denen die Hälfte den europäischen Botanikern noch unbekannt waren. Hinzu kamen auch bis dahin ungekannte Vögel und Fische. Sessé machte sich mit Mociño daran, seine Ergebnisse zur Veröffentlichung aufzuarbeiten; bevor es zur Publikation kam, starb er allerdings im Jahre 1808.
Die Forschungsergebnisse der großen Expedition wurden erst Ende des 19. Jahrhunderts veröffentlicht.

## Ehrungen
Nach ihm sind die Pflanzengattungen Sessea Ruiz & Pav. und Sesseopsis Hassl. aus der Familie der Nachtschattengewächse (Solanaceae) benannt.